# نیکولا فوسکو
نیکولا فوسکو (انگلیسی: Nicola Fusco؛ زادهٔ ۱۴ اوت ۱۹۵۶) دانشمند در زمینه حساب تغییرات و معادله دیفرانسیل با مشتقات جزئی اهل ایتالیا است.